# Rampón
Rampón (en catalán: Rampó; c. 770 – 825) fue un noble franco, conde de Barcelona, Gerona y Osona entre 820 y 825. También fue nombrado marqués de Gotia, Marca Hispánica, durante su gobierno, siendo responsable de defender y expandir la frontera del Imperio Carolingio frente al poder musulmán en al-Ándalus.

## Contexto histórico
Tras la deposición de Bera, primer conde de Barcelona y un visigodo acusado de traición ante la corte imperial, el emperador Luis el Piadoso decidió confiar el condado de Barcelona y sus territorios circundantes a un noble franco alejado de las disputas partidistas. Para este fin, eligió a Rampon, quien ya había servido fielmente al emperador Carlomagno. Rampon fue el encargado de llevar la noticia de la muerte de Carlomagno a su sucesor, Luis el Piadoso, en 814 mientras este se encontraba en Aquitania.

## Nombramiento y gobierno
En 820, Luis el Piadoso nombró a Rampon como conde de Barcelona, Gerona y Osona, además de otorgarle el título de marqués de Gotia, reservado para los gobernantes de los territorios fronterizos. Como marqués, Rampon fue responsable de defender la frontera sur de la Marca Hispánica, zona de continuas incursiones y conflictos con las fuerzas de al-Ándalus.
Durante su gobierno, Rampon fomentó la expansión de la influencia carolingia a través de la fundación de monasterios y centros religiosos de origen franco en la región, consolidando así el control de la Iglesia y del imperio sobre los territorios de la Marca Hispánica. Este fue un medio importante para expandir la cultura carolingia y reforzar las estructuras de poder en la frontera.

## La expedición a al-Ándalus
En 821, la corte en Aquisgrán ordenó a Rampon dirigir una incursión en los territorios musulmanes al sur de sus dominios. La expedición, llevada a cabo en 822, buscaba asegurar el control cristiano de las tierras situadas al norte del río Segre. En esta campaña se cree que también participó Aznar I Galíndez, antiguo conde de Aragón y entonces conde de Urgell y Cerdanya. La incursión tuvo como resultado el saqueo de varias fortalezas musulmanas y consolidó la posición defensiva de la Marca Hispánica.

## Diplomacia y legado religioso
Rampon también se distinguió por su apoyo a las instituciones monásticas en sus dominios. En 823, logró la confirmación de privilegios otorgados por el emperador a favor del monasterio de San Esteban de Bañolas, lo cual fortaleció la influencia carolingia en la región y aseguró el respaldo de la Iglesia a su mandato. Otro documento del 11 de mayo de 844, aunque posterior a su muerte, hace referencia a su permiso para la fundación del monasterio de San Pedro de Albanyà en Besalú.

## Muerte y sucesión
Rampon falleció en 825, dejando el título vacante durante varios meses. No fue hasta la asamblea de febrero de 826 en Aquisgrán que Luis el Piadoso designó a su sucesor, el conde Bernardo de Septimania, conocido por su apoyo a la facción belicista en el conflicto con Al-Ándalus y hermano de Gaucelmo, conde de Ampurias y Rosellón.
| Predecesor: Bera      | Conde de Barcelona y Gerona 820 - 825 | Sucesor: Bernardo de Septimania |
| Predecesor: Borrell I | Conde de Osona 820 - 825              | Sucesor: Bernardo de Septimania |